# Roberto Agramonte
Roberto Daniel Agramonte y Pichardo (* 3. Mai 1904 in der Provinz Villa Clara; † 12. Dezember 1995 in Puerto Rico) war ein kubanischer Philosoph, Soziologe und Politiker. Er war zwischen dem 6. Januar und dem 12. Juni 1959 der erste Außenminister Kubas nach dem Sieg der Revolution. Vorher war er Dekan der philosophischen Fakultät der Universität Havanna.

## Biografie
Roberto Agramonte war der Sohn von Frank Agramonte und María Pichardo. Er war verheiratet und hatte zwei Kinder.
Er ersetzte Enrique José Varona als Dekan für Philosophie der Universität Havanna. Von 1947 bis 1948 war er Botschafter in Mexiko.
Roberto Agramonte war Mitglied der Partido del Pueblo Cubano (Ortodoxos) unter Vorsitz von Eduardo Chibás, nachdem sich diese 1947 als Abspaltung von der Partido Revolucionario Cubano (Auténticos) gegründet hatte. Bei den Präsidentschaftswahlen 1948 kandidierte er unter Chibás als Vizepräsident, das Führungsduo der noch jungen Partei erreichte jedoch nur Rang drei unter den Präsidentschaftskandidaten. Nach Chibás' Selbstmord im Jahre 1951 wurde er von der Partei zum Kandidaten für das Präsidentenamt bei den für Juni 1952 geplanten Wahlen nominiert und galt als Favorit für die Nachfolge des amtierenden Präsidenten Carlos Prío der Auténticos. Sein aussichtsloser Mitbewerber um das Präsidentenamt, Ex-Präsident Fulgencio Batista, sagte jedoch unmittelbar nach dem von ihm angeführten Militärputsch im März 1952 die bevorstehenden Wahlen ab. Die unter Batistas Herrschaft durchgeführten Wahlen 1954 und 1958 boykottieren die Ortodoxos unter Hinweis auf die von der Regierung eingeschränkten demokratischen Garantien.
Als die seit Dezember 1956 gewaltsam gegen Batistas Regierung kämpfende revolutionäre Bewegung unter der Führung von Fidel Castro am 1. Januar 1959 siegte, wurde Agramonte als Außenminister im ersten Kabinett der neuen Regierung unter Präsident Manuel Urrutia Lleó und Ministerpräsident José Miró Cardona bestimmt. Dieses Amt hielt er für fünf Monate inne, bevor er wegen Unstimmigkeiten bezüglich des neuen kommunistischen Kurses in Kuba gemeinsam mit vier weiteren Ministern sein Amt aufgab, das Raúl Roa übernahm.
1960 verließ er mit seiner Familie Kuba in Richtung Puerto Rico, wo er bis zu seinem Tod lebte.

## Publikationen
- La biología de la democracia  (1927)
- Programa de filosofía moral  (1928)
- Tratado de psicología general: un estudio sistemático de la conducta humana, 2t, (1935, 1959)
- Biografía del dictador García Moreno  (1935) (prämiert),
- El pensamiento filosófico de Varona (1935);
- Varona, el filósofo del escepticismo creador (1938, 1949) (premiada),
- Varona: Su vida, su obra y su influencia (Investigación compartida con Elías Entralgo y Medardo Vitier);
- Sociología (1947, 1949).
- José A. Caballero y los orígenes de la conciencia cubana (1952),
- Sociología de la Universidad (1950, 1958),
- Mendieta Nuñez y su magisterio sociológico (1961);
- Sociología contemporánea (1963);
- Sociología latinoamericana (1963);
- Principios de sociología: un libro para latinoamericanos (1965);
- Martí y su concepción del mundo (1971);
- Sociología: Curso Introductorio (1972, 1978);
- Martí y su concepción de la sociedad Parte I (1979), Parte II (1984);

| Personendaten    | Personendaten                                             |
| ---------------- | --------------------------------------------------------- |
| NAME             | Agramonte, Roberto                                        |
| ALTERNATIVNAMEN  | Agramonte y Pichardo, Roberto Daniel (vollständiger Name) |
| KURZBESCHREIBUNG | kubanischer Philosoph und Politiker                       |
| GEBURTSDATUM     | 3. Mai 1904                                               |
| GEBURTSORT       | Provinz Villa Clara                                       |
| STERBEDATUM      | 12. Dezember 1995                                         |
| STERBEORT        | Puerto Rico                                               |